# Hadenella pergentilis
Hadenella pergentilis là một loài bướm đêm trong họ Noctuidae.